# 无头计算机
无头系统（headless system）是指已配置为无须顯示器（即“头”）、键盘和鼠标操作的计算机系统或设备。无头系统通常通过网络连接控制，但也有部分无头系统的设备需要通过RS-232串行连接进行设备的管理。服务器通常采用无头模式以降低运作成本。

## PC BIOS限制
在启动阶段时，如果显示卡或电脑键盘等一些基本设备未安装或连接，部分（尤其是旧款）PC BIOS版本将无限期等待用户按键才能继续执行，这讓无人值守的系统無法正常启动。
在更现代的系统上，尤其是伺服器平台上，BIOS的出厂设置通常也如此配置，但可以通过“BIOS设置实用程序”（BIOS setup utility）更改此设置以无须用户干预地继续执行。
即使系统已被设置为采用远程管理，可能仍不时需要本地的键盘和显示器，用来诊断在初始化远程访问应用之前的引导阶段问题。

## 硬件遥控
部分服务器通过内置的网卡和硬件提供远程控制功能。例如，惠普提供名为Integrated Lights-Out（iLO）的系统来提供此功能。远程访问该系统使用一个分配到iLO适配器的Web安全连接完成，并允许监控操作系统加载之前的启动阶段。大部分OEM伺服器如HPE、Dell、Lenovo、Oracle、Supermicro等均已內建硬體網路KVM(Keyboard,Video & Mouse)功能。
另一种硬件解决方案是使用一个KVM-over-IP切换器。这种切换器将传统的键盘-视频-鼠标在设备间共享，并还提供通过IP进行远程控制会话的能力。使用网页浏览器连接到KVM设备，然后远程监控已连接的系统控制台端口。

## 软件遥控

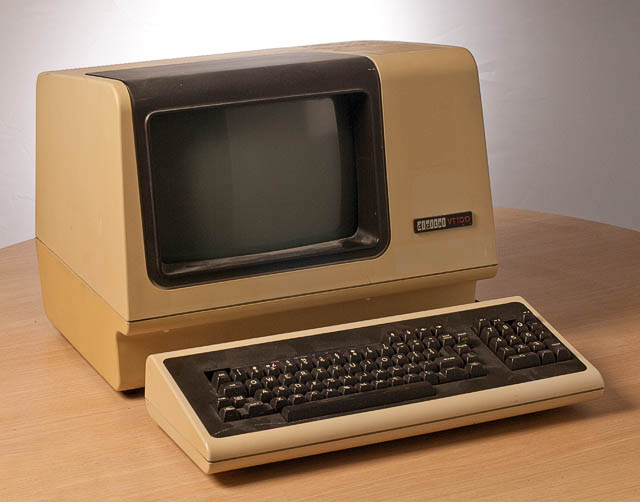
一个真正的实体终端（DEC VT100）

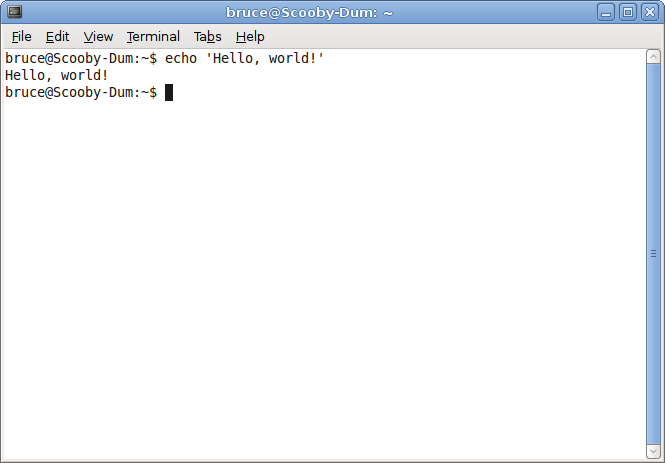
虚拟终端（gnome-terminal）

一些系统通常采用基于文本的接口来管理，就像Unix或GNU/Linux中的命令行界面。这些系统通常名为“虚拟终端”或“终端模拟器”，它们尝试模拟“真实的”接口终端，就像数字设备公司的VT100，但基于网络，通常使用Secure Shell协议。
它也可能使用诸如X Window System和VNC来提供虚拟的显示驱动程序，这样远程连接就可以用普通的图形用户界面操作无头机器，这经常基于TCP/IP等网络协议完成。在Windows下亦有遠端桌面連線、TeamViewer等。